# Halbgänse
Die Halbgänse (Tadorninae) sind eine Unterfamilie der Entenvögel. Ihren Namen haben sie, da viele typische Vertreter gestaltlich zwischen Gänsen und „echten“ Enten vermitteln. Heute werden aber auch einige eindeutig entenartige Vertreter zu den Halbgänsen gezählt, weil detailliertere morphologische oder genetische Analysen deren Verwandtschaft mit den eigentlichen Halbgänsen ergeben haben.
Zu den drei rezenten Tribus der Halbgänse gehören sehr verschiedenartige Entenvögel. Die Merganettini werden an der Basis der Halbgänse angesiedelt; zu ihnen gehören fluss- und meeresbewohnende Enten Südamerikas und Neuseelands. Die Plectropterini umfassen drei gänseartige Vögel, die früher im aufgelösten Taxon der Glanzenten angesiedelt wurden und ebenfalls vor allem auf der Südhalbkugel beheimatet sind. Der Großteil der Arten gehört hingegen zum Tribus Tadornini, den „echten“ Halbgänsen, zu denen so bekannte Arten wie die Brandgans und die Nilgans gezählt werden.

## Verbreitung
Halbgänse sind nahezu weltweit verbreitet, die meisten Arten kommen jedoch in subtropischen oder gemäßigten Klimazonen vor. Sie fehlen vollständig in Nordamerika. Grundsätzlich kommen Halbgänse nur in geringen Höhenlagen vor. Eine Ausnahme stellen die Spiegelgänse und die Blauflügelgans dar, die in Hochgebirgen der Tropen vorkommen. Abgesehen von den Dampfschiffenten und der Kelpgans leben sie an Süß- oder Brackgewässern und nutzen in Küstengebieten nur geschützte Meeresbuchten.

## Tribus Merganettini: Sturzbach-, Saumschnabel- und Dampfschiffenten
Der Zoologe Bradley C. Livezey nahm 1986 als erster eine Verwandtschaft der drei äußerlich sehr verschiedenen Gattungen an. Zugrunde liegen dieser Vermutung anatomische Gemeinsamkeiten des Metacarpus. Die Stellung der drei Taxa zu den Halbgänsen ist keineswegs gesichert. Auch eine Zugehörigkeit zu den Schwimmenten halten manche Autoren für möglich.
Die Saumschnabelente ist ein endemischer Vogel Neuseelands, der an ein Leben an schnell fließenden Strömen angepasst ist. Sturzbachenten leben ebenfalls an Flüssen, allerdings in den Anden Südamerikas. Die Dampfschiffenten sind hingegen meeresbewohnende Enten vor den Küsten Südamerikas. Als einzige rezente Entenvögel haben manche ihrer Vertreter die Flugfähigkeit verloren.
- Gattung Hymenolaimus

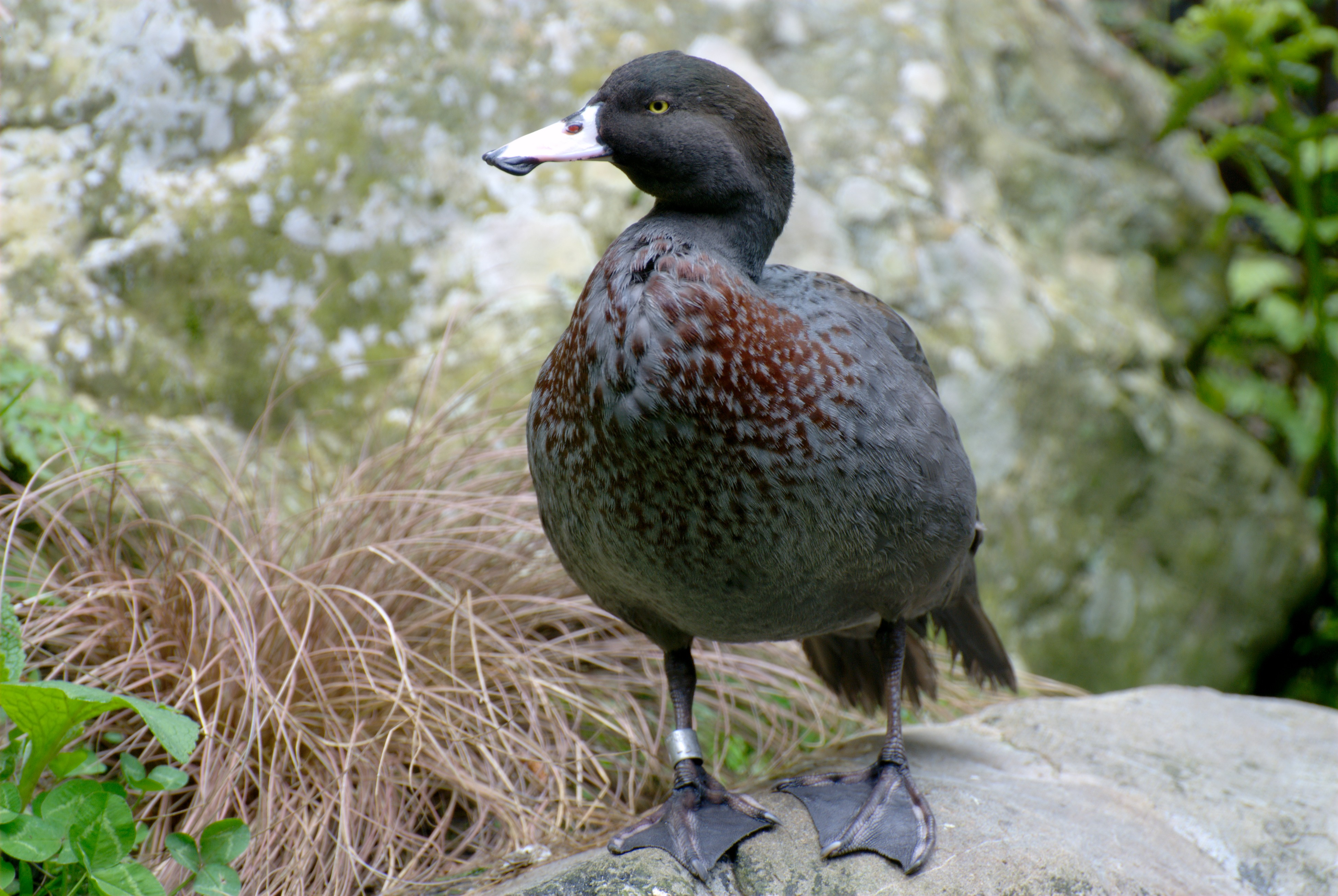
Saumschnabelente

  - Saumschnabelente, Hymenolaimus malacorhynchus
- Gattung Merganetta
  - Sturzbachente, Merganetta armata
- Gattung Dampfschiffenten, Tachyeres
  - Magellan-Dampfschiffente, Tachyeres pteneres
  - Weißkopf-Dampfschiffente, Tachyeres leucocephalus
  - Falkland-Dampfschiffente, Tachyeres brachypterus
  - Langflügel-Dampfschiffente, Tachyeres patachonicus

## Tribus Plectropterini: Sporn- und Höckerglanzgänse
Die Gruppierung dieser Arten ist besonders unsicher. Ob sie überhaupt miteinander oder mit den Halbgänsen verwandt sind, wird oft bestritten. Die Gruppierung erfolgte aufgrund von Gemeinsamkeiten im Verhalten. Zudem gibt es bei beiden Gattungen erhebliche Größenunterschiede zwischen den Geschlechtern.
- Gattung Plectropterus
  - Sporngans, Plectropterus gambensis
- Gattung Sarkidiornis
  - Glanzente, Sarkidiornis melanotos
  - Höckerschnabelente, Sarkidiornis sylvicola

## Tribus Tadornini: „echte“ Halbgänse
Die meisten „echten“ Halbgänse sind nach Art der Gänse Pflanzenfresser, die auf dem Land Gräser und Kräuter verzehren oder gründelnd an Wasserpflanzen gelangen. Von zwei Arten ist bekannt, dass sie hauptsächlich kleine wirbellose Tiere fressen – die Brandgans ist eine von diesen. Viele Arten sind Bewohner von Brackwasserzonen oder Salzseen.

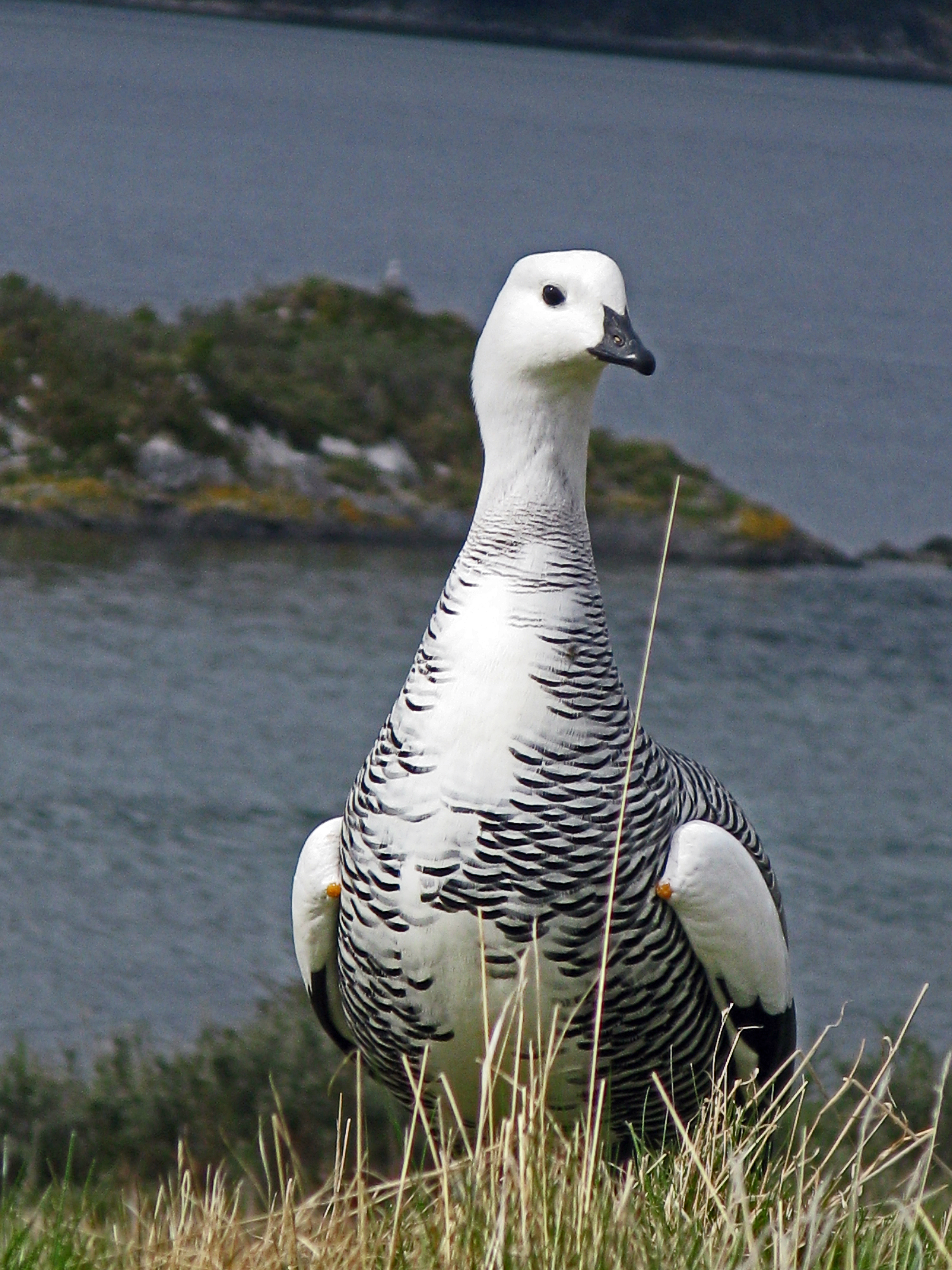
Magellangans

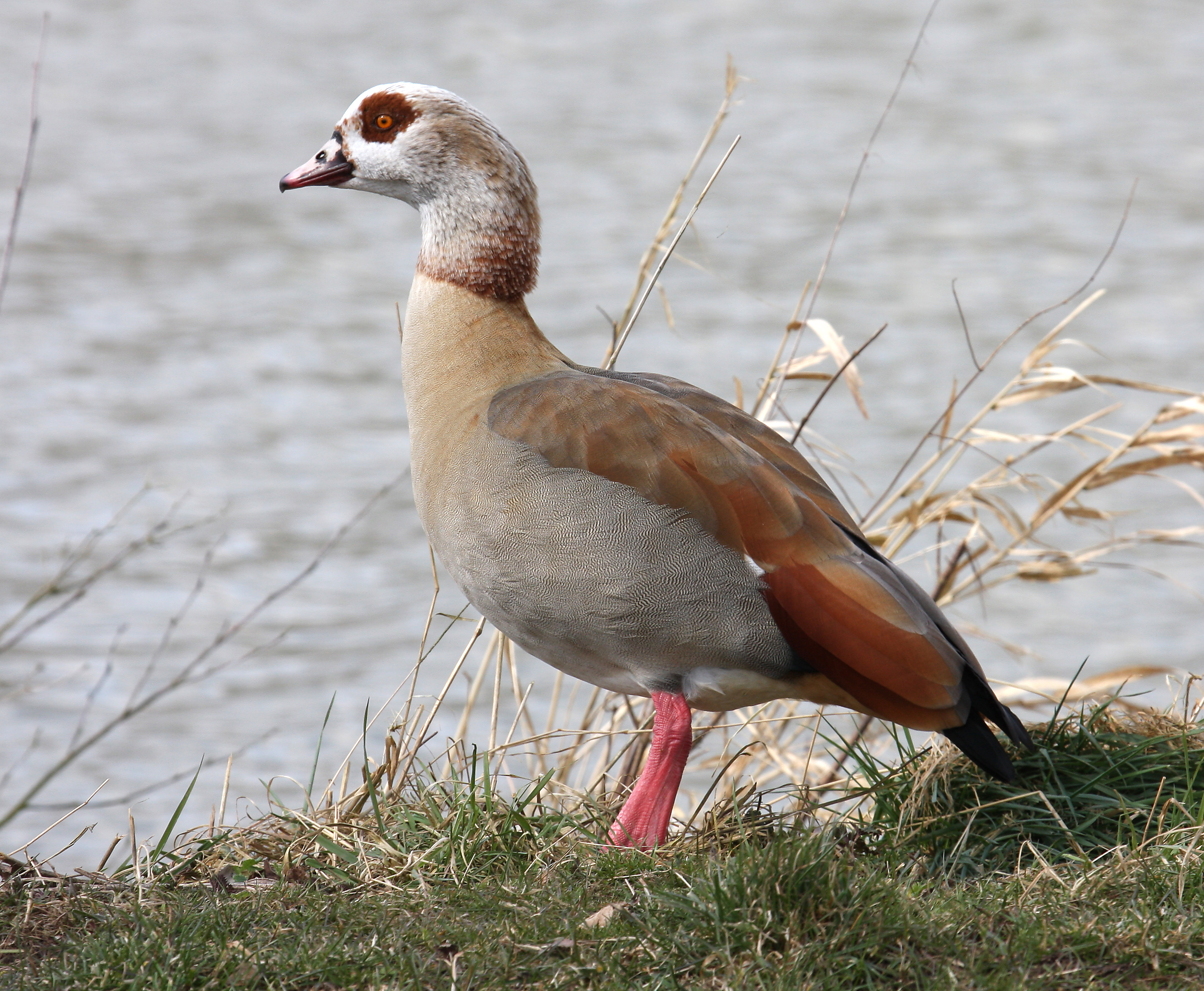
Nilgans

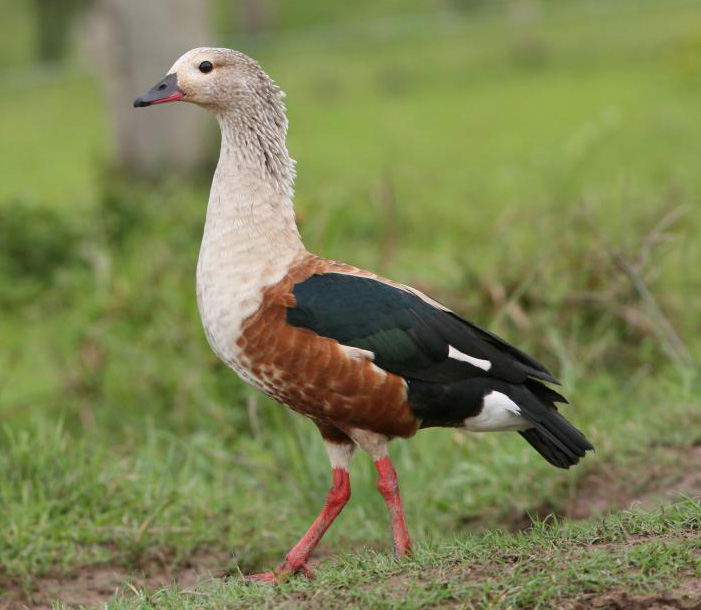
Orinokogans

Die größte Artenvielfalt herrscht in Afrika und Südamerika. Einige Arten leben auch in Eurasien und Ozeanien, dagegen fehlen „echte“ Halbgänse in Nordamerika.
- Gattung Cyanochen
  - Blauflügelgans, Cyanochen cyanopterus
- Gattung Alopochen
  - Nilgans, Alopochen aegyptiacus
  - Réunion-Gans, Alopochen kervazoi †
  - Mauritius-Gans, Alopochen mauritianus †
  - Madagaskar-Gans, Alopochen sirabensis †
- Gattung Oressochen
  - Andengans, Oressochen melanopterus
  - Orinokogans, Oressochen jubatus
- Gattung Spiegelgänse, Chloephaga
  - Magellangans, Chloephaga picta
  - Kelpgans, Chloephaga hybrida
  - Graukopfgans, Chloephaga poliocephala
  - Rotkopfgans, Chloephaga rubidiceps
- Gattung Kasarkas, Tadorna
  - Rostgans, Tadorna ferruginea
  - Paradiesgans, Tadorna variegata
  - Brandgans, Tadorna tadorna
  - Kapgans, Tadorna cana
  - Halsbandgans, Tadorna tadornoides
  - Radjahgans, Tadorna radjah
  - Schopfgans, Tadorna cristata

## Einzelbelege
1. ↑   Higgins, S. 1201